# Martín Francisco Picart
Martín Francisco Picart (Pamplona, 1688-Ibidem, ca. 1760) fue  un impresor español, activo alrededor de 1734, cuando sucedió en el negocio a su padre Francisco Picart. Su actividad fue modesta, centrada en encargos menores, ya que en los veinte años en que estuvo al frente del taller solo se conoce la impresión de cuatro libros. En 1754 le sucedió su yerno Antonio Castilla. Falleció pocos años más tarde.

## Biografía
Fue el primogénito del impresor Francisco Picart y de Josefa de Guirguillano. Recibió el bautismo el 2 de noviembre de 1688 en la parroquia de San Nicolás de Pamplona, siendo su padrino el impresor Martín Gregorio de Zabala. 
En 1714, a los 26 años, se casó con Catalina Garralda, natural de Zubiri; la ceremonia tuvo lugar en Pamplona, en la parroquia de san Juan Bautista, que estaba ubicada dentro de la catedral. No se conocen hijos de este primer matrimonio ni otros detalles sobre el mismo. En 1725, con 37 años, residía con su esposa  en una casa de la calle Navarrería, próxima al taller de su padre, alquilada por 16 ducados anuales. Por estas fechas, cuando había formado un hogar, su padre, con el fin de mejorar la situación laboral, solicitó a las Cortes de Navarra el cargo de impresor del Reino para él o para su hijo, que era quien realmente necesitaba de este trabajo. No fue atendida su solicitud.
En torno a 1730 contrajo segundas nupcias con María Fermina de Mendioroz, natural de Guirguillano. No sabía leer y poseía  tierras, ya que en 1751 vendió una viña de dos robadas y nueve almutadas. En este matrimonio tuvo tres hijos: María Francisca, nacida en 1735; Bernardino José (1743) y Antonia Javiera Hilaria, nacida en 1747 cuando él tenía 59 años. 
La primogénita, María Francisca, casó en 1757 con Antonio Castilla, quien hacía tres años que se había hecho cargo de la imprenta.  Él era diez años mayor que ella y cabe suponer que asumió la dirección del taller por enfermedad de Martín Francisco Picart, que murió en torno a 1760. Bernardino José, el hijo varón de Picart, era demasiado joven —tenía 14 años— para asumir la dirección del negocio.
En  1766 se confirma que Martín Francisco Picart había fallecido, pues no figuraba en la relación de impresores de Pamplona elaborada por el Consejo Real de Navarra.

## Imprenta

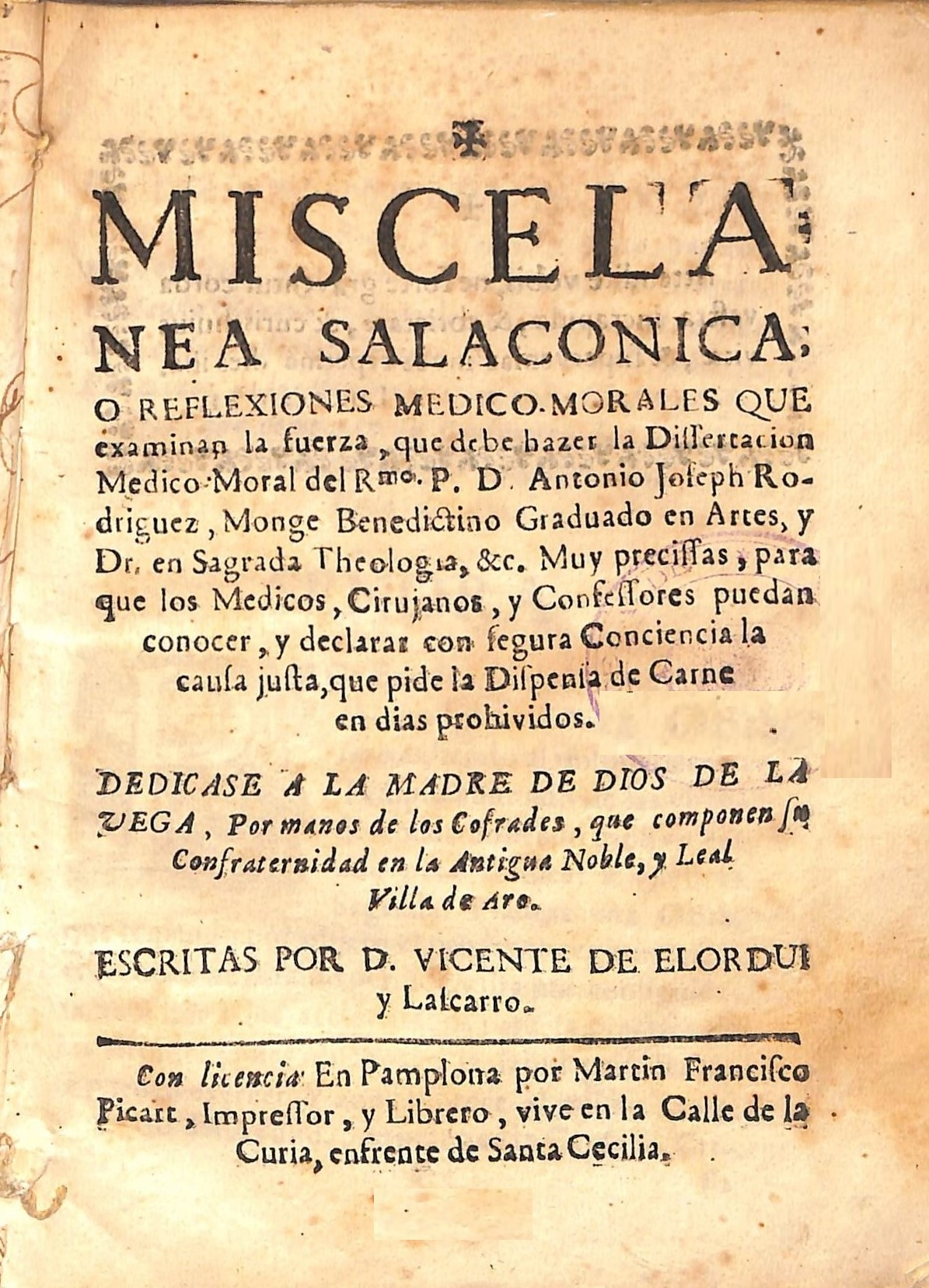
Libro sobre los enfermos y el ayuno eclesiástico, impreso por Martin Francisco Picart, "impressor y librero" 1740

Trabajó siempre en el taller de su padre. En 1734, cuando este tenía 65 años, Martín Francisco comenzó a dirigir el negocio familiar. En 1738 su nombre aparece en el pie de imprenta del libro Historia de la Universidad de Irún, con la indicación: «Vive en la calle de la Curia, frente a [la fuente de] santa Cecilia», un espacio en el que se congregaban buena parte de las imprentas y librerías de Pamplona. Al año siguiente, en 1739, firma una carta de pago para saldar una deuda de 35 ducados que sus padres habían contraído con María de Garatea ocho años antes.

### El taller en 1740
Una inspección del Consejo Real sobre las imprentas pamplonesas, realizada en 1740, ofrece la oportunidad de encontrar a Martín Francisco trabajando en la «botiga de zaguán» de su padre de la calle Curia. El acta de la inspección facilita información sobre el establecimiento: constaba de un «cuarto u oficina donde tiene las prensas para imprimir» (en aquella época la posesión de más de una prensa era una dotación destacada  en la imprenta de Pamplona) y de una «botiga, sala y otros cuartos». Su padre no se encontraba en el taller y él trabajaba en la impresión del Pronóstico, un folleto de gran demanda y bajo precio con información sobre el año venidero.

### Personal del taller y producción de libros
En 1747 Martín Francisco, cuando sus tres hijos eran menores de edad, tomó un aprendiz para la imprenta. Se trataba de Joaquín de Barastey, hijo de Ignacio, también impresor. Como era práctica habitual en estos casos, Picart se comprometió a acoger al joven por seis años y medio, proporcionarle vestido y calzado, y enseñarle el oficio de impresor y librero. 
No se tiene noticia de que tuviera asalariados fijos en su taller. Únicamente lo atenderían él y su hermano, Martín José, diez años más joven. 
Hacia 1754, cuando le faltó la salud, contrató a Antonio Castilla, quien tres años después de casaría su hija primogénita, María Francisca, y de esta manera pasó a dirigir el negocio.
Solo se conocen cuatro libros impresos en veinte años de actividad: un tratado del sacerdote Francisco de Gainza en el que afirmaba que Irún era la ciudad vascona Iturisa (1738); un tomo de 248 páginas del sacerdote riojano Vicente de Elordui en el que polemizaba con el cisterciense Antonio José Rodríguez acerca de las circunstancias en las que procedía dar permiso a los enfermos para comer carne los días de ayuno eclesiástico (1746);  un modesto impreso, en dieciseisavo, con una novena a santa Lucía (1745); y la obra del monje jerónimo de Zaragoza León Benito Martín sobre Sallent de Gállego, su localidad natal (1750).

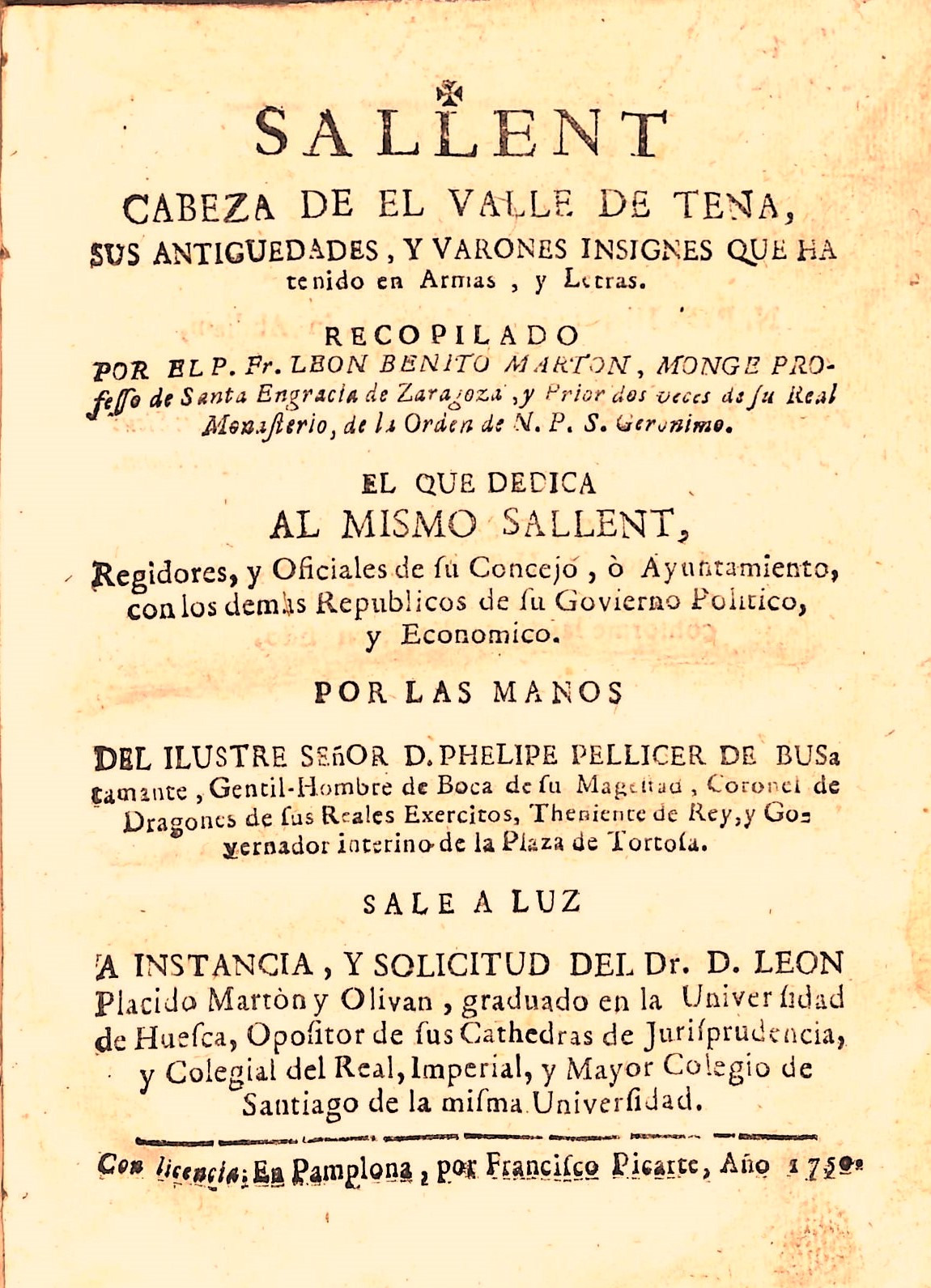
En el pie de imprenta figura "Francisco Picarte" y, en contra de lo habitual, no indica su oficio de impresor y librero

Martín Francisco Picart fue el impresor pamplonés del siglo XVIII con menor producción de libros. Así pues, el negocio abierto por su padre, durante las dos décadas que estuvo bajo la dirección del hijo, debió de ser modesto, dedicado preferentemente a encargos menores, a "menudencias".
En los pies de imprenta Martín Francisco firma como impresor y librero. Sin embargo, no se tienen noticias sobre la segunda actividad, lo que induce a pensar que mantuvo abierta la librería que había heredado de su padre aunque con un nivel bajo, semejante al de la imprenta.

## Competencia por la impresión de papeles judiciales
Junto con otros impresores de la ciudad pretende acceder al mercado de impresos oficiales que en torno a 1740 controla Pedro José Ezquerro. A este fin, presenta diversas reclamaciones ante las instancias oficiales. Se daba la circunstancia de que su padre, Francisco Picart, junto con Pedro José Ezquerro, habían disfrutado del título de impresores del Consejo Real, que les confería la exclusiva de imprimir los memoriales y otros expedientes de los tribunales reales. Este encargo, sin duda, supondría una fuente regular y saneada de ingresos. Martín Francisco, una vez fallecido su padre, pretende continuar con el disfrute de este privilegio, pero le es denegado y en lo sucesivo será Pedro José Ezquerro quien lo ejerza en solitario. La batalla legal por acceder a este mercado será larga y costosa; así, en 1751 continuaba el pleito contra el privilegio de Pedro José Ezquerro, impulsado por los impresores Martín Francisco Picart, Miguel Antonio Domech y Francisca de Neira. 
Por otra parte, en 1740 Martín Francisco, en compañía de los impresores y libreros de la ciudad, había presentado un recurso contra la resolución del Consejo Real que concedía al Pedro José Ezquerro el monopolio de la impresión y venta de los “pronósticos”.

## Galería de imágenes

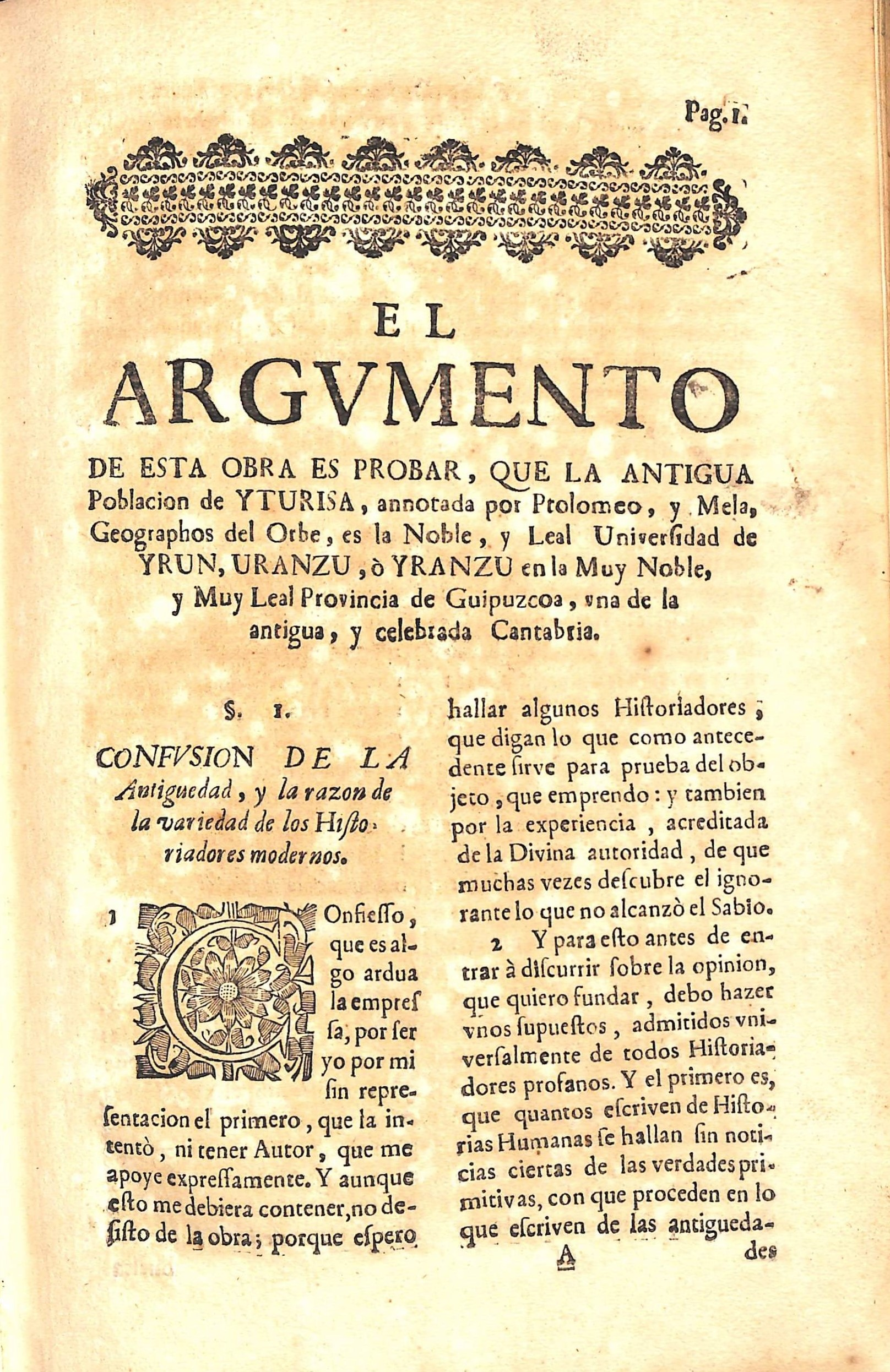
Irún (1738). "Argumento" de la obra
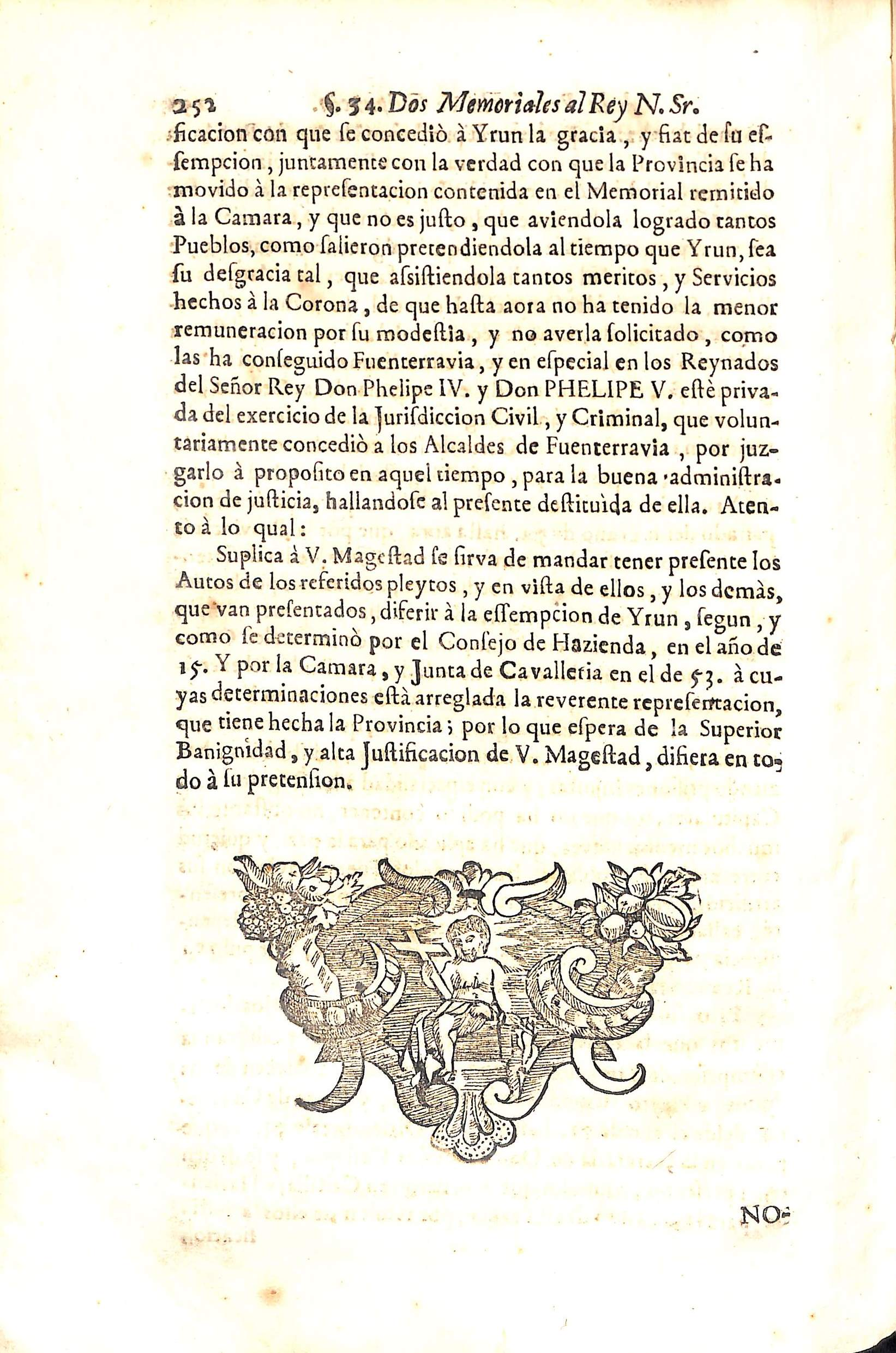
Irún (1738). Viñeta xilográfica de final de texto
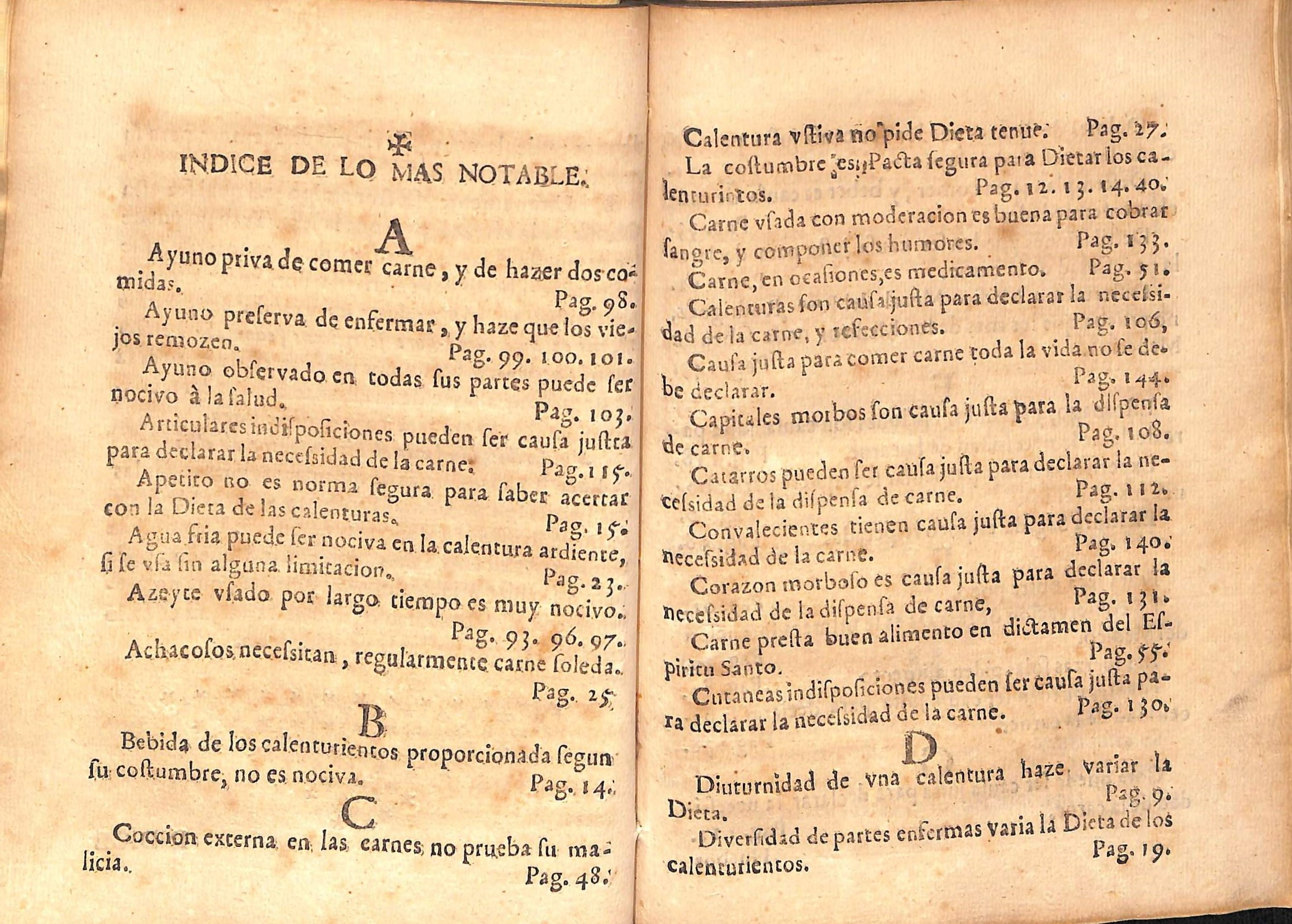
Miscelánea salacónica (1740). Índice
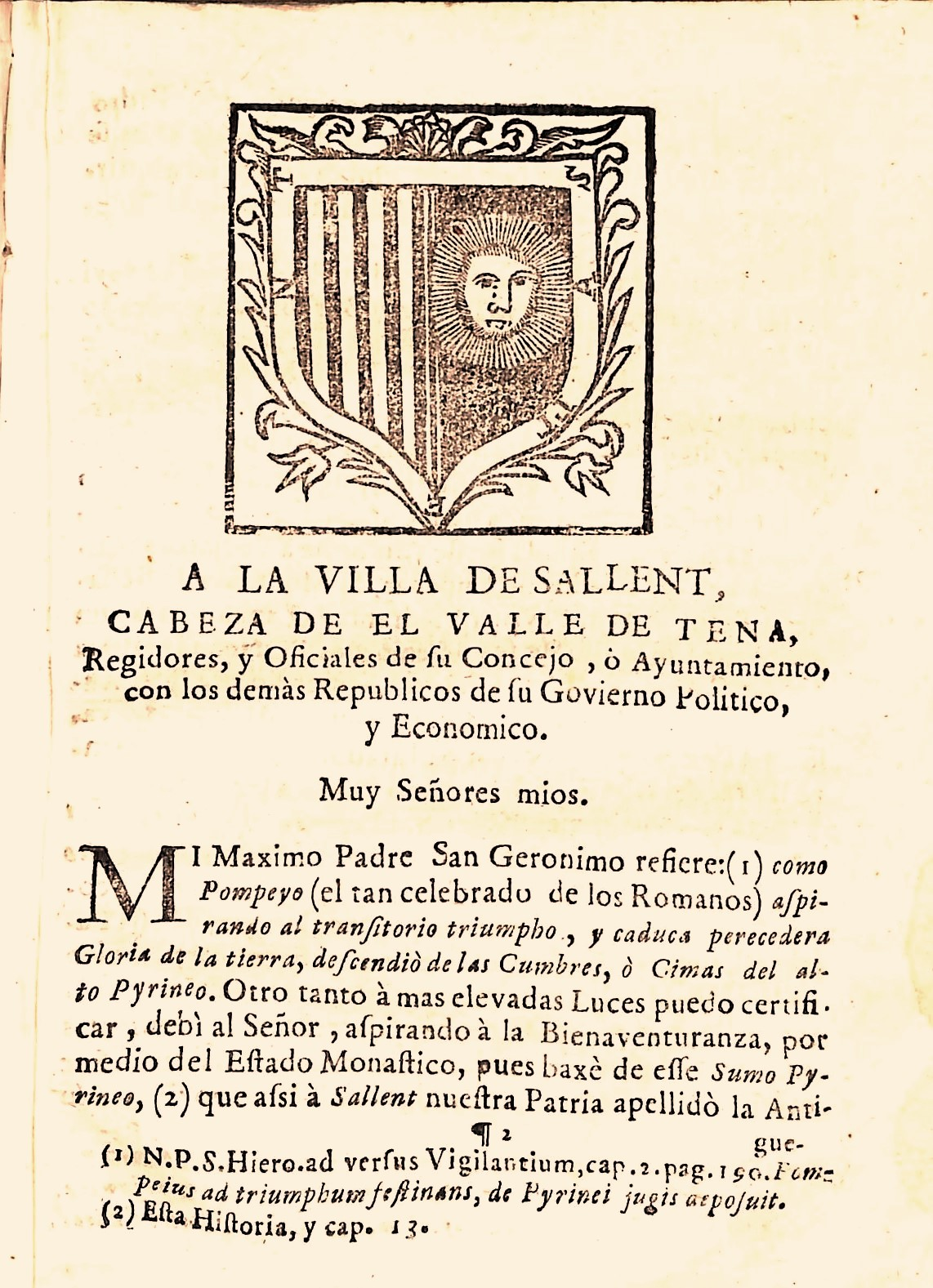
Sallent (1750). Grabado xilográfico con el escudo de la localidad
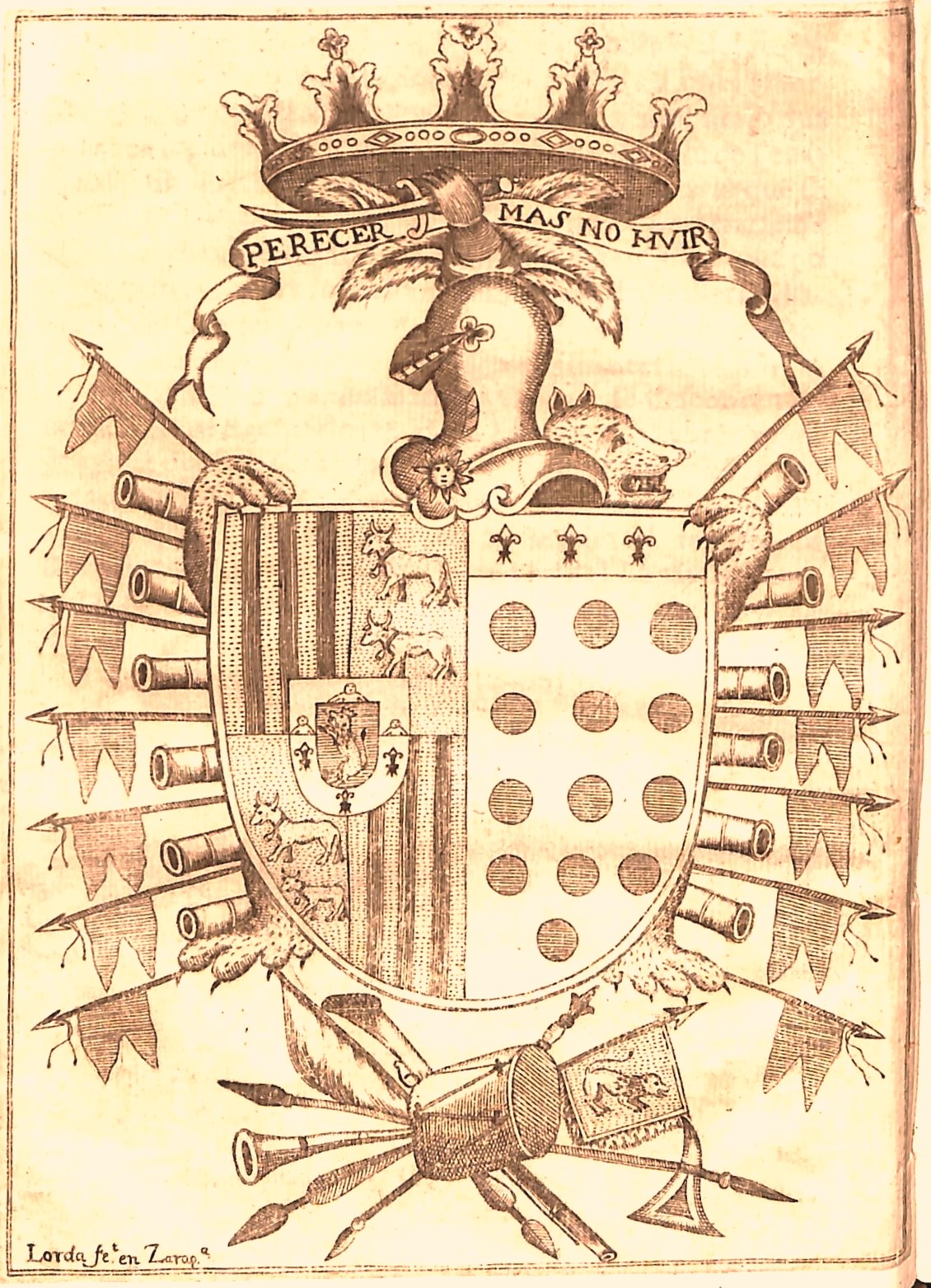
Sallent (1750). Grabado calcográfico firmado por Lorda[15] en Zaragoza